# Audifia duodecimpunctata
Audifia duodecimpunctata là một loài nhện trong họ Theridiidae.
Loài này thuộc chi Audifia. Audifia duodecimpunctata được Eugène Simon miêu tả năm 1907.